# Лог-под-Мангартом
Лог-под-Мангартом (словен. Log pod Mangartom) — поселення в общині Бовець, Регіон Горишка, Словенія. Висота над рівнем моря: 643,7 м.